# 鄭龍超
鄭龍超（ていりゅうちょう、1968年6月19日 - ）は、日本の歌人。神戸中華同文学校卒業。主に英文での短歌の活動をしている。日本歌人クラブ、短歌カナダ、アメリカ短歌ソサエティ、英国詩歌協会所属。また英文短歌集としては初めて英国ロイヤル図書館に著書が収蔵された。英文短歌と白黒写真とを融合させたポエトグラフィという新しいジャンルで活動の場をアメリカ、カナダ、英国などの画廊での展示を広げるなか、神戸市長田区にあるマルチナショナルラジオ局のFMわいわいの番組「華声」のパーソナリティもしている。

## 作品
歌集
- 『Leaving My Found Eden』 Literary Road Press 2010年

### エッセイ他
- LA CONNECTION デザインゴコロ イン LA

### 新聞記事他
- |英語短歌＋写真＝ポエトグラフィー、西宮の男性が作品集 神戸新聞
- |短歌を遠くはなれて 月刊NHK短歌 2010 2月号